# وانچکا (استان سیلسیان)
وانچکا (به لاتین: Łączka) یک روستا در لهستان است که در گمینا دنبوویتس (استان سیلسیان) واقع شده‌است. وانچکا ۱٫۹۲ کیلومتر مربع مساحت و ۲۸۸ نفر جمعیت دارد.